# Az új negyed
Az új negyed (The City Part of Town) a South Park című amerikai animációs sorozat 260. része (a 19. évad 3. epizódja). Elsőként 2015. szeptember 30-án sugározták az Egyesült Államokban. Magyarországon 2015. december 17-én mutatta be a magyar Comedy Central.
Ez az epizód, akárcsak az évad többi része is, a politikai korrektséget tárgyalja, illetve a dzsentrifikációval foglalkozik.

## Cselekmény
|  | Alább a cselekmény részletei következnek! |

Mr. Garrison bevándorlásellenes kampányát követően Jimmy Fallon alaposan lehúzza South Parkot a műsorában. Hogy a rossz hírnevükön javítsanak, elhatározzák, hogy meggyőzik a Whole Foods Marketet, hogy nyisson egy üzletet a városukban. Azonban a cég nem épít akárhol boltot, hanem előtte egy alapos vizsgálatot végeznek, hogy a város alkalmas-e rá. A polgármester és Randy Marsh elhatározzák, hogy elindítják a SoDoSoPa-tervet, amelynek során a város leglepusztultabb lakónegyedét alakítják át. Ezen a területen történetesen Kennyék élnek, azonban mivel az építész szerint a hipszterek szeretik, ha a lepukkant épületek adják a környék báját, ezért a házuk megmarad. Reklámfilmeket forgatnak a SoDoSoPa népszerűsítése céljából, azt állítva, hogy az új üzletek és éttermek segíteni fogják az ott élő szegényeket - ezzel szemben Kennyék semmi előnyét nem látják az egésznek. Hamarosan elkezdenek luxusapartmanokat is felhúzni a területen, miközben továbbra is azt állítják, hogy ez a szegényeknek lesz jó. Az új negyed elszipkázza a vendégeket a City Woktól is, amelynek tulajdonosa, Tuong Lu Kim gyerekmunkásokat vesz fel költségcsökkentési céllal, és Kenny is beáll közéjük, hogy keressen egy kis pénzt.
Ezalatt megérkezik a Whole Foods Market képviselője, aki előtt megpróbálnak jó képet vágni. A képviselő azonban azt mondja, hogy ő a város mindennapi életét szeretné látni. Miután beszélt PC igazgatóval, úgy tűnik, jó benyomásokat szerez. Ám ekkor Randyék megtudják, hogy Mr. Kim a saját negyedét akarja létrehozni Si Ti Pa Town néven (ebben az epizódban még CtPa Town-ként írják). Odamennek és hatalmas verekedés tör ki, amit végignéz a képviselő is. Meglepő módon azt állítja, hogy még nem látott olyan várost, ami ennyi energiát fektetett volna a társadalmi tudatosság-felfogás megjelenítésébe, és beleegyezik, hogy South Parkban is megnyílhasson egy Whole Foods. Mindenki örül, kivéve Kennyt és Kimet, aki kifizeti Kennynek a "gyerekmunkabérét". A kevés pénzből, amit keresett, mindenesetre vesz egy babát a húgának. Az epizód végén felépül a Whole Foods üzlete, csak éppen Si Ti Pa Town-ban, SoDoSoPa pedig kiürül.

## Fordítás
Ez a szócikk részben vagy egészben  a   The City Part of Town című angol Wikipédia-szócikk ezen változatának fordításán alapul.  Az eredeti cikk szerkesztőit annak laptörténete sorolja fel. Ez a jelzés csupán a megfogalmazás eredetét és a szerzői jogokat jelzi, nem szolgál a cikkben szereplő információk forrásmegjelöléseként.